# Atletica leggera ai XIX Giochi del Mediterraneo - 100 metri piani maschili
Le gare dei 100 metri piani maschili ai XIX Giochi del Mediterraneo si sono svolte il 30 giugno 2022 presso l'Oran Olympic Stadium di Orano.

## Calendario
| Data      | Ora   | Turno    |
| --------- | ----- | -------- |
| 30 giugno | 19:00 | Batterie |
| 30 giugno | 20:50 | Finale   |

## Risultati

### Batterie
I primi tre atleti di ogni batteria (Q) e i successivi due più veloci (q) si qualificano alla finale.

#### Batteria 1
| Posizione | Corsia | Atleta                | Nazionalità | Tempo | Note                          |
| --------- | ------ | --------------------- | ----------- | ----- | ----------------------------- |
| 1         | 7      | Matteo Melluzzo       | Italia      | 10"36 | Q                             |
| 2         | 5      | Sergio López Barranco | Spagna      | 10"38 | Q                             |
| 3         | 2      | Youcef Sahel          | Algeria     | 10"42 | Q                             |
| 4         | 3      | Delvis Santos         | Portogallo  | 10"50 | Miglior prestazione personale |
| 5         | 8      | Konstantinos Zikos    | Grecia      | 10"54 |                               |
| 6         | 9      | Chakir Machmour       | Marocco     | 10"61 |                               |
| 7         | 4      | Alexander Beechy      | Cipro       | 10"81 |                               |
| 8         | 6      | Steve Camilleri       | Malta       | 11"28 |                               |
| -         | 10     | Ahmed Amaar           | Libia       | dnf   |                               |

#### Batteria 2
| Posizione | Corsia | Atleta                 | Nazionalità          | Tempo | Note                                     |
| --------- | ------ | ---------------------- | -------------------- | ----- | ---------------------------------------- |
| 1         | 1      | Jak Ali Harvey         | Turchia              | 10"22 | Q                                        |
| 2         | 6      | Ramil Guliyev          | Turchia              | 10"24 | Q                                        |
| 3         | 9      | Ioannis Nyfantopoulos  | Grecia               | 10"34 | Q                                        |
| 4         | 2      | Roberto Rigali         | Italia               | 10"41 | q                                        |
| 5         | 3      | Francesco Sansovini    | San Marino           | 10"49 | q                                        |
| 6         | 5      | Skander Djamil Athmani | Algeria              | 10"56 | Miglior prestazione personale stagionale |
| 7         | 10     | Hajrudin Vejzović      | Bosnia ed Erzegovina | 10"60 |                                          |
| 8         | 7      | Edhem Vikalo           | Bosnia ed Erzegovina | 10"64 | =                                        |
| 9         | 8      | Francesco Molinari     | San Marino           | 10"81 |                                          |
| 10        | 4      | Kyllan Vatrican        | Monaco               | 11"50 |                                          |

### Finale
| Posizione | Corsia | Atleta                | Nazionalità | Tempo | Note                                     |
| --------- | ------ | --------------------- | ----------- | ----- | ---------------------------------------- |
| Oro       | 6      | Jak Ali Harvey        | Turchia     | 10"15 | Miglior prestazione personale stagionale |
| Argento   | 5      | Ramil Guliyev         | Turchia     | 10"16 | Miglior prestazione personale stagionale |
| Bronzo    | 7      | Ioannis Nyfantopoulos | Grecia      | 10"28 | Miglior prestazione personale            |
| 4         | 3      | Matteo Melluzzo       | Italia      | 10"28 | Miglior prestazione personale stagionale |
| 5         | 4      | Sergio López Barranco | Spagna      | 10"33 |                                          |
| 6         | 2      | Roberto Rigali        | Italia      | 10"39 |                                          |
| 7         | 8      | Youcef Sahel          | Algeria     | 10"43 | Miglior prestazione personale            |
| 8         | 1      | Francesco Sansovini   | San Marino  | 10"48 |                                          |